# 狄奥多里克陵墓

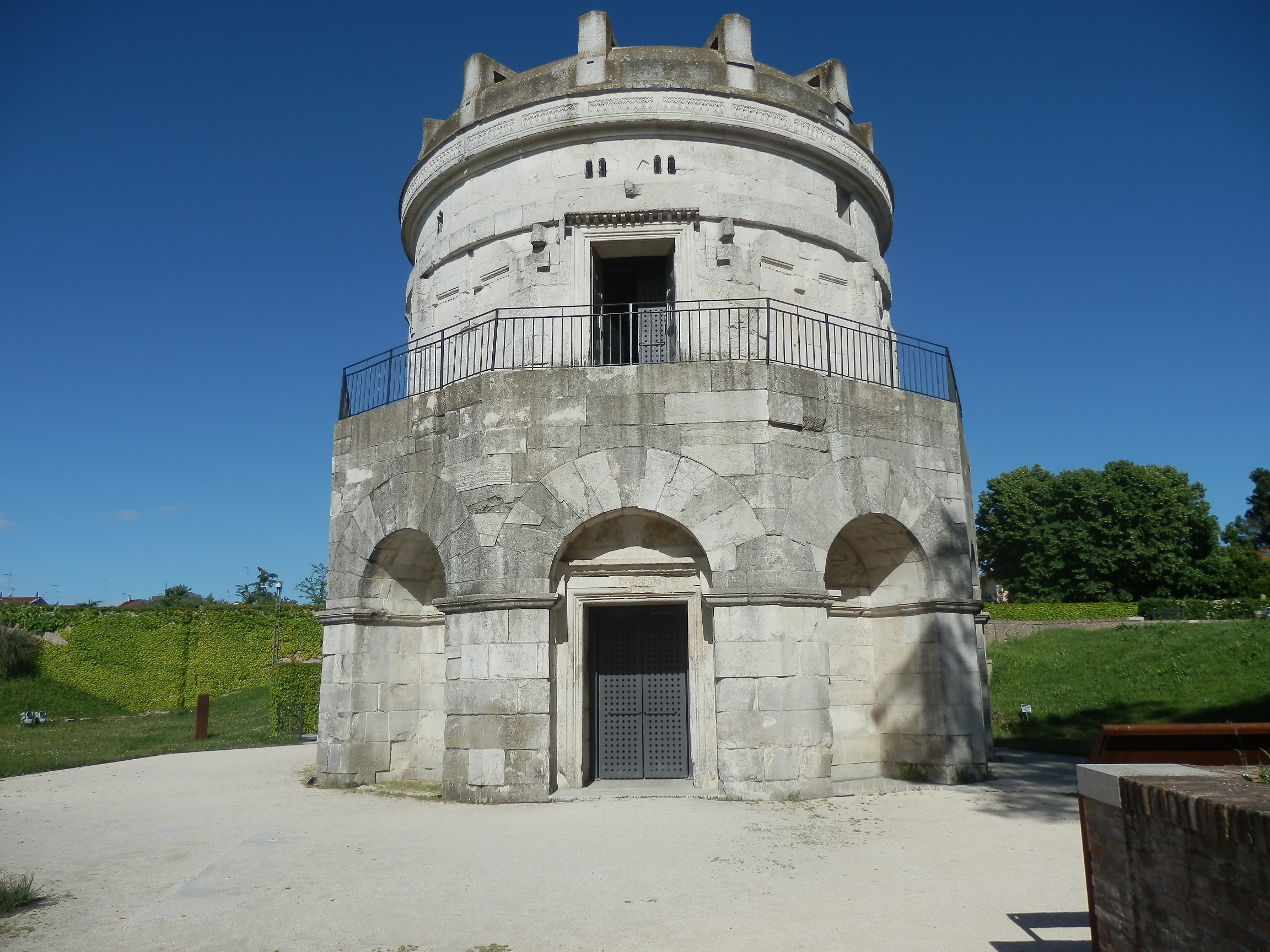
狄奥多里克陵墓入口

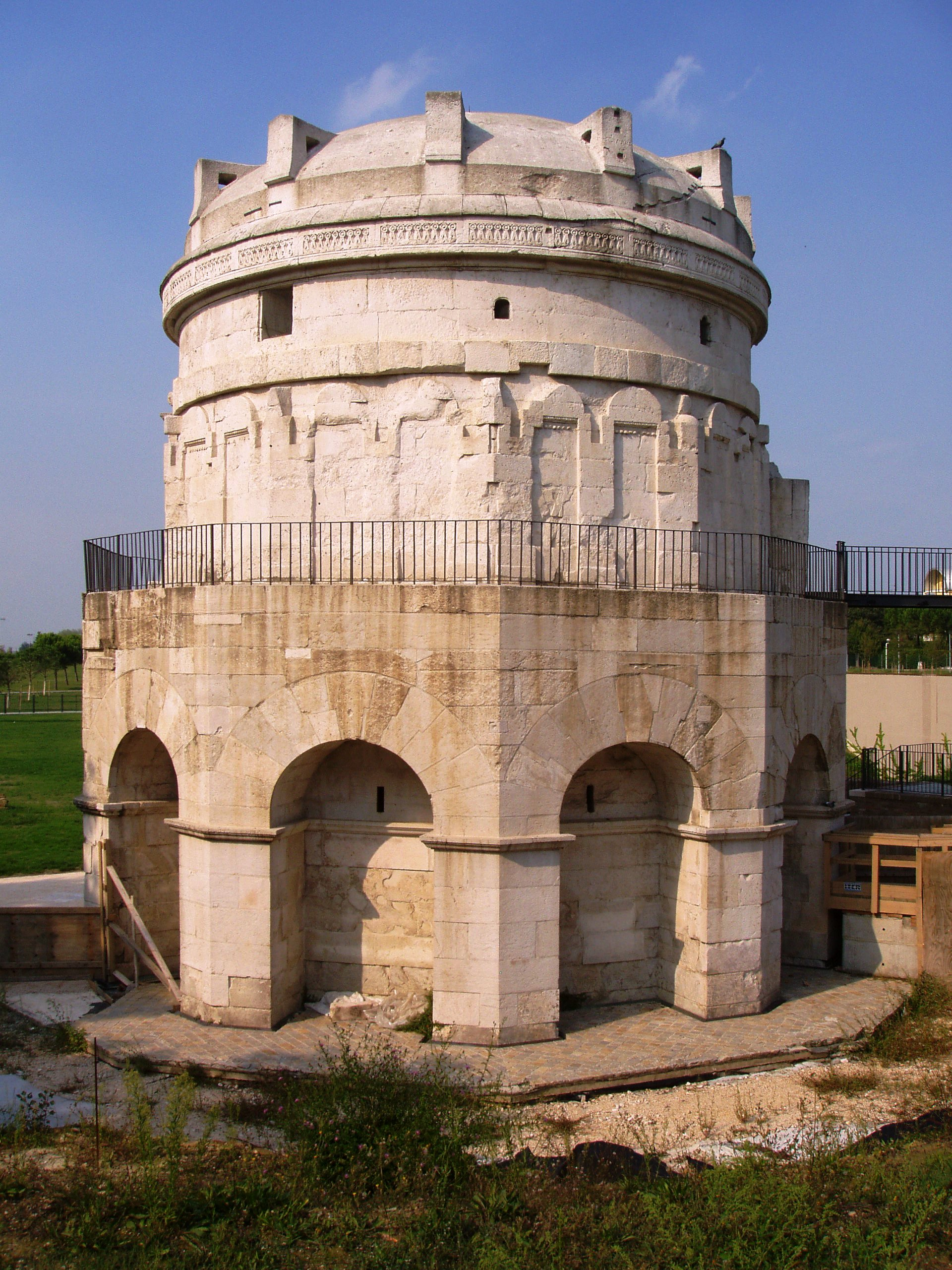
侧视图

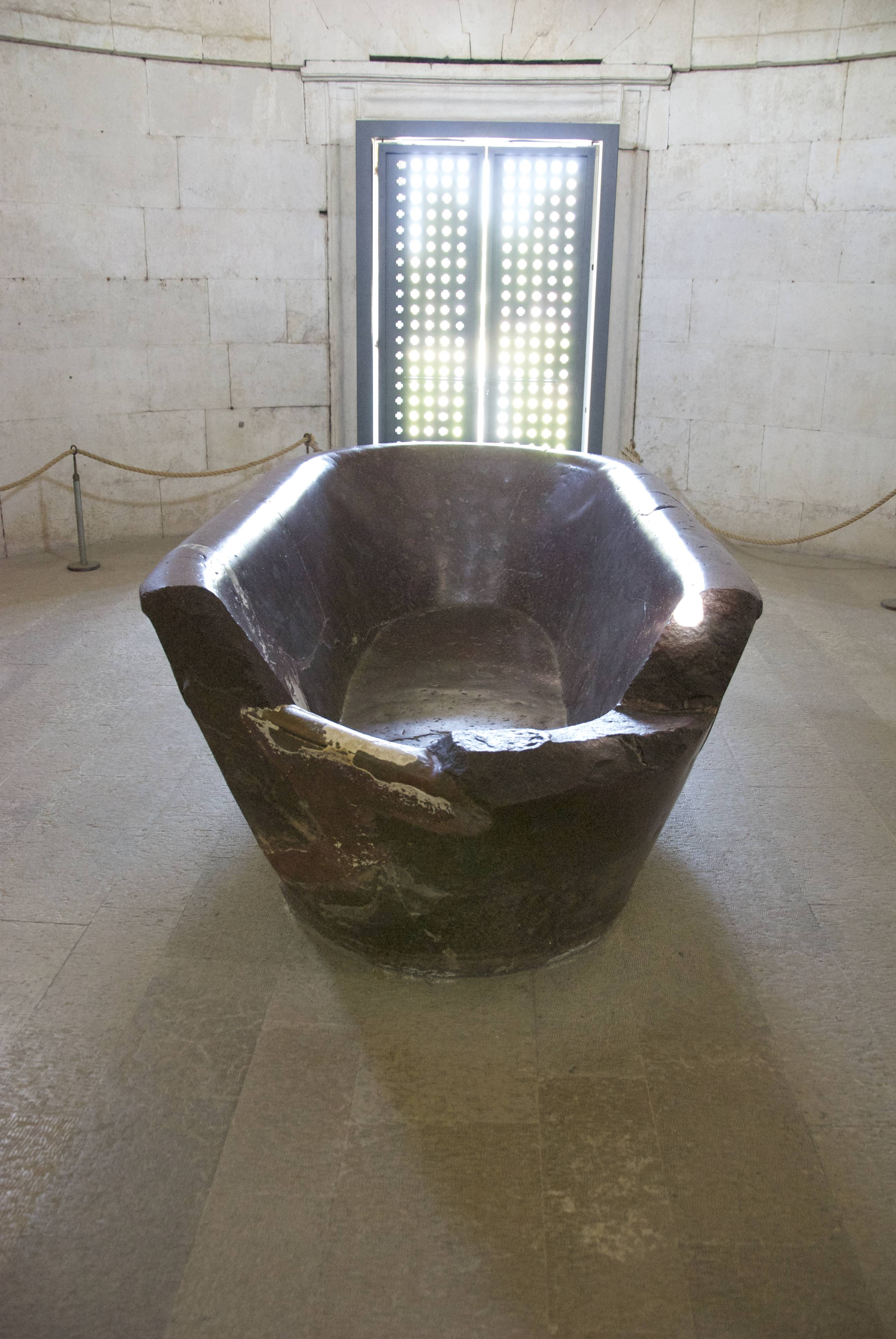
石棺

狄奥多里克陵墓（意大利语：Mausoleo di Teodorico) 是意大利拉文纳城外的一个古代陵墓，由狄奥多里克大帝本人生前建于公元520年。
陵墓分为两层，均为十边形，用伊斯特拉石砌筑。屋顶是一整块伊斯特拉石，直径10米，重300吨。底层很可能是一个用來安葬的墓室小教堂；而上层中心是一个圆形的斑岩石棺。拜占庭统治期间，哥特王的遗体被移走了。
1996年，它与另外七个古跡被列为联合国教科文组织世界遗产“拉文纳的早期基督教古迹和马赛克”。根据国际古迹遗址理事会的评价，“它是这一时期王陵中唯一的幸存者。”

## 逸事
1925年，美國明尼苏达州獺尾縣的獺尾电力公司（Otter Tail Power Company），在該縣縣治弗格斯福尔斯北邊兴建塔普林峽大坝（Taplin Gorge Dam），公司总裁弗农·赖特（Vernon Wright）模仿狄奥多里克陵墓设计了大壩的电站。